# Polygala nathadzeae
Polygala nathadzeae är en jungfrulinsväxtart som beskrevs av A. Kuthath.. Polygala nathadzeae ingår i släktet jungfrulinssläktet, och familjen jungfrulinsväxter. Inga underarter finns listade i Catalogue of Life.